# Andreea Mitu
Cristina-Andreea Mitu (Bucarest, Rumanía, 22 de septiembre de 1991) es una jugadora de tenis profesional rumana que juega en el Circuito Femenino de la ITF. Su mejor clasificación en la WTA fue la número 68 del mundo, posición a la que llegó el 8 de junio de 2015. En dobles alcanzó el número 95 del mundo, donde llegó el 25 de abril de 2016. Hasta la fecha, ha ganado catorce títulos individuales y doce de dobles en el ITF tour. .

## Títulos WTA (4; 0+4)

### Dobles (4)
| Leyenda                    |
| -------------------------- |
| Grand Slam (0)             |
| Juegos Olímpicos (0)       |
| WTA Tour Championships (0) |
| Premier Mandatory (0)      |
| Premier 5 (0)              |
| Premier (0)                |
| International (4)          |

| N.º | Fecha               | Torneo   | Superficie    | Pareja             | Oponentes en la final                  | Resultado        |
| --- | ------------------- | -------- | ------------- | ------------------ | -------------------------------------- | ---------------- |
| 1.  | 24 de abril de 2016 | Estambul | Tierra batida | İpek Soylu         | Xenia Knoll Danka Kovinić              | w/o              |
| 2.  | 24 de julio de 2016 | Bastad   | Tierra batida | Alicja Rosolska    | Lesley Kerkhove Lidziya Marozava       | 6-3, 7-5         |
| 3.  | 22 de julio de 2018 | Bucarest | Tierra batida | Irina-Camelia Begu | Danka Kovinić Maryna Zanevska          | 6-3, 6-4         |
| 4.  | 14 de abril de 2019 | Lugano   | Tierra batida | Sorana Cîrstea     | Veronika Kudermétova Galina Voskoboeva | 1-6, 6-2, [10-8] |

#### Finalista (1)
| N.º | Fecha               | Torneo   | Superficie    | Pareja             | Oponentes en la final            | Resultado |
| --- | ------------------- | -------- | ------------- | ------------------ | -------------------------------- | --------- |
| 1.  | 19 de julio de 2015 | Bucarest | Tierra batida | Patricia Maria Țig | Oksana Kaláshnikova Demi Schuurs | 2-6, 2-6  |

## Títulos WTA 125s

### Dobles (1–0)
| Resultado | Fecha                   | Torneos | Superficie    | Pareja           | Oponentes en la final                  | Resultado |
| --------- | ----------------------- | ------- | ------------- | ---------------- | -------------------------------------- | --------- |
| Campeona  | 5 de septiembre de 2020 | Praga   | Tierra batida | Lídziya Marózava | Giulia Gatto-Monticone Nadia Podoroska | 6-4, 6-4  |

## ITF

### Individual (13)
| Torneos de $100 000 |
| Torneos de $75 000  |
| Torneos de $50 000  |
| Torneos de $25 000  |
| Torneos de $15 000  |
| Torneos de $10 000  |

| N.º | Fecha                    | Torneo                  | Superficie | Oponentes           | Resultado     |
| --- | ------------------------ | ----------------------- | ---------- | ------------------- | ------------- |
| 1.  | 20 de mayo de 2007       | Galati, Rumania         | Arcilla    | Cristina Celani     | 6-0, 7-5      |
| 2.  | 25 de julio de 2010      | Bucarest, Rumania       | Arcilla    | Elora Dabija        | 7-5, 7-5      |
| 3.  | 4 de septiembre de 2011  | Mamaia, Rumania         | Arcilla    | Inés Ferrer Suárez  | 6-3, 6-0      |
| 4.  | 26 de febrero de 2012    | Antalya, Turquía        | Arcilla    | Mana Ayukawa        | 6-3, 6-0      |
| 5.  | 27 de mayo de 2012       | Timisoara, Rumania      | Arcilla    | Viktória Maľová     | 6-2, 6-0      |
| 6.  | 3 de junio de 2012       | Prerov, República Checa | Arcilla    | Martina Kubičíková  | 6-2, 6-3      |
| 7.  | 16 de septiembre de 2012 | Sofía, Bulgaria         | Arcilla    | Sharon Fichman      | 6-4, 3-6, 6-3 |
| 8.  | 14 de abril de 2014      | Pula, Italia            | Arcilla    | Sara Sorribes Tormo | 6-4, 6-3      |
| 9.  | 30 de junio de 2014      | Denain, Francia         | Arcilla    | Fiona Ferro         | 4-6, 6-2, 6-1 |
| 10. | 14 de julio de 2014      | Darmstadt, Alemania     | Arcilla    | Viktorija Golubic   | 6-2, 6-1      |
| 11. | 30 de agosto de 2014     | Mamaia, Rumania         | Arcilla    | Tereza Martincová   | 6-2, 6-4      |
| 12. | 13 de septiembre de 2014 | Sofía, Bulgaria         | Arcilla    | Victoria Kan        | 6-4, 4-6, 6-3 |
| 13. | 22 de septiembre de 2014 | Podgorica, Montenegro   | Arcilla    | Vitalia Diachenko   | 6-1, 6-4      |